# Anjuman-i Himayat-i-Niswan
Anjuman-i Himayat-i-Niswan var en organisation för kvinnors rättigheter i Afghanistan, grundad 1928.  Det var den första kvinnoorganisationen i Afghanistan. 
Organisationen grundades av  prinsessan Seraj al-Banat och drottning Soraya Tarzi, med  prinsessan Kubrah som ordförande. 
Dess syfte var att organisera kvinnor och uppmuntra dem att använda de lagar till kvinnors förmån som hade införts av kung Amanullah Khan och drottning Soraya Tarzi, och därmed implementera regimens policy om kvinnors rättigheter. Denna policy var mycket radikal och förespråkade att kvinnor tog av sig slöjan och lämnade könssegregeringen, utbildade sig och blev yrkesverksamma, samt hade nästan lika rättigheter inom äktenskapet. Föreningens kontor i Kabul uppmuntrade kvinnor att komma dit för att informera sig om sina rättigheter och rapportera in övergrepp mot dem från manliga släktingar.
Denna politik var alltför radikal för Afghanistan och ledde till religiösa protester som resulterade i att kungaparet avsattes 1929. Deras efterträdare Habibullah Ghazi rullade tillbaka alla reformer i kvinnors rättigheter, upplöst kvinnotidningen och kvinnoföreningen, stängde skolor för flickor och återinförde slöjan och segregeringen. Kvinnorörelsen i Afghanistan återupptogs inte förrän med grundandet av Women's Welfare Association efter andra världskriget. 